# ماغنو مالطا
ماغنو مالطا (من مواليد 16 أكتوبر 1957) سياسي برازيلي. مثل إسبيريتو سانتو في مجلس الشيوخ الفيدرالي منذ عام 2003. وكان نائبًا سابقًا عن إسبيريتو سانتو من 1999 إلى 2003. وهو عضو في حزب الجمهورية.
منذ عام 2007 تورط اسمه في العديد من الفضائح بما في ذلك الاختلاس والمحسوبية والرشوة وانتشار فاتورة سلع مزيفة.